# Stefania Guglielmino
Stefania Guglielmino (Napoli, 20 settembre 1972) è un'ex calciatrice italiana.
Giocò nel ruolo attaccante fino al termine della carriera nel calcio femminile a 11, raggiungendo la Serie A, massimo livello del campionato italiano femminile di calcio

## Carriera
A 11 anni ha cominciato a giocare nella squadra giovanile del Caltagirone, dove è rimasta dal 1983 al 1987. Nel 1987 è passata al Gravina, società catanese neopromossa in Serie A, con la quale inizia la carriera in una formazione interamente femminile affrontando la stagione 1987-1988. Con le sicule rimane quattro stagioni, condividendo la retrocessione in Serie B al termine della stagione, il solo anno in cadetteria prima della nuova promozione e i due campionati successivi di Serie A.
Nell'estate 1991 decide di trasferirsi al Perugia dove rimane tre stagioni, per passare dal 1994 alle pugliesi del Gravina, società dell'omonima cittadina della provincia di Bari, dove rimane quattro stagioni.
Nell'estate 1998 torna al Gravina siciliano, appena ripromosso in Serie A, dove gioca quattro stagioni a partire dalla 1998-1999, tutte disputate al livello di vertice, lasciando la società al termine del campionato 2001-2002 che vede la nuova retrocessione della società catanese.
Ha giocato in seguito in altre squadre, Giarre, Vis Francavilla Fontana, Terme di Cervia e di nuovo Francavilla, decidendo il ritiro nel calcio a 11 dopo venti anni di carriera nell'estate 2008.
In forza alla squadra di calcio a 5 femminile Enzo Grasso di Siracusa nella stagione 2008-2009, ha giocato con lo Sportland Augusta nella stagione 2009-2010 per poi approdare alle Formiche di Siracusa.